# Verdun (Ariège)
Verdun è un comune francese di 238 abitanti situato nel dipartimento dell'Ariège nella regione dell'Occitania.

## Società

### Evoluzione demografica
Abitanti censiti